# Provincia di Pantaléon Dalence
La provincia di Pantaléon Dalence è una delle 16 province del dipartimento di Oruro nella Bolivia occidentale. Il capoluogo è la città di Huanuni.
Al censimento del 2001 possedeva una popolazione di 23 608 abitanti.

## Geografia antropica

### Suddivisioni amministrative
La provincia è suddivisa in 2 comuni:
- Huanuni
- Machacamarca